# Hooe (East Sussex)
Hooe – wieś w Anglii, w hrabstwie East Sussex, w dystrykcie Wealden. Leży 80 km na południowy wschód od Londynu. W 2007 miejscowość liczyła 446 mieszkańców.